# Hibbertia enervia
Hibbertia enervia är en tvåhjärtbladig växtart som först beskrevs av Dc., och fick sitt nu gällande namn av Hoogland. Hibbertia enervia ingår i släktet Hibbertia och familjen Dilleniaceae. Inga underarter finns listade i Catalogue of Life.